# ناوارینو (حوزه سرشماری)، ویسکانسین
ناوارینو (به انگلیسی: Navarino) یک منطقهٔ مسکونی در ایالات متحده آمریکا است که در شهرستان شاوانو، ویسکانسین واقع شده‌است. ناوارینو ۱۷۷ نفر جمعیت دارد و ۲۴۵٫۰۶ متر بالاتر از سطح دریا واقع شده‌است.